# Sven-Otto Lindqvist
Sven-Otto Bertil Lindqvist, född 1 april 1912 i Högseröd, död 4 februari 1964 i Lund, var en svensk skådespelare.

## Filmografi
- 1937 – Klart till drabbning
- 1945 – Trav, hopp och kärlek
- 1945 – Sten Stensson kommer till stan
- 1949 – Hur tokigt som helst

## Teater

### Roller
| År   | Roll                              | Produktion                                | Regi              | Teater                |
| ---- | --------------------------------- | ----------------------------------------- | ----------------- | --------------------- |
| 1936 | Konrad Bengtsson, kustartillerist | Moster Klara från Skara Siegfried Fischer | Siegfried Fischer | Söders friluftsteater |